# 이하원 (배우)
이하원(1989년 9월 27일 ~ )은 대한민국의 배우이자 모델이다.

## 출연작

### 드라마
- 《최고의 결혼》 (TV조선, 2014년) - 강영주 역
- 《마법 천자문》 (KBS2, 2014년) - 나샘 역

### 영화
- 《아빠의 휴가》 (2015년) - 최상궁 역